# Walter van den Broeck
Walter Stefaan Karel van den Broeck (Olen, 28 marzo 1941 – Turnhout, 5 febbraio 2024) è stato uno scrittore e drammaturgo belga.

## Biografia
Iniziò la sua carriera come insegnante di tedesco e storia.
Nel 1965 fondò la rivista Heibel con Frans Depeuter e Robin Hannelore. Nel 1974 abbandonò la carriera di insegnante e divenne capo editore del Turnhout Ekspres, dal 1979 fu un membro della squadra editoriale del Nieuw Vlaams Tijdschrift.
Divenne famoso con il dramma Groenten uit Balen e il romanzo "Brief aan Boudewijn".